# Micro Mobility Systems

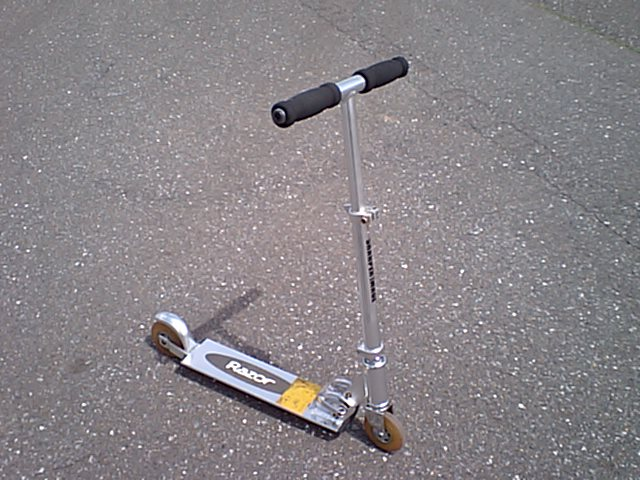
Sparkcykel, modell Razor från Micro.

Micro Mobility Systems, känt som Micro, är ett schweiziskt företag som tillverkar sparkcyklar. Micro anses vara en av de första tillverkarna av hopfällbara sparkcyklar i modernt utförande. 
I slutet av 1990-talet kom Micro Skate Scooter, en slimmad och hopfällbar version av en sparkcykel. Denna skapades av Wim Ouboter från Micro Mobility Systems. Sparkcykeln lanserades som Razor i USA. JD Corporation, producent av Razor i USA, sålde dem också som JD Bug/Razor MS-130A. 
Åren 1999 och 2000 blev aluminiumsparkcyklarna och deras kopior populära i Japan och USA, i många färger och modeller. Samtliga märken produceras fortfarande och är mycket populära bland alla målgrupper idag. Det finns stuntsparkcyklar och barnanpassade sparkcyklar, men även sparkcyklar för vuxna.